# Czarnowąsy (gmina)
Czarnowąsy – dawna gmina wiejska istniejąca w latach 1945–1954 i 1973–1974 w woj. śląskim i woj. opolskim (dzisiejsze woj. opolskie). Siedzibą władz gminy były Czarnowąsy (obecnie w granicach Opola).
Gmina zbiorowa Czarnowąsy powstała po II wojnie światowej (w grudniu 1945) w powiecie opolskim na terenie tzw. Ziem Odzyskanych (tzw. I okręg administracyjny – Śląsk Opolski), powierzonym 18 marca 1945 administracji wojewody śląskiego, a z dniem 28 czerwca 1946 przyłączonym do woj. śląskiego (śląsko-dąbrowskiego). 
Według stanu z 1 stycznia 1946 gmina składała się z 5 gromad: Czarnowąsy, Borki, Krzanowice, Świerkle i Wróblin. 6 lipca 1950 zmieniono nazwę woj. śląskiego na katowickie; równocześnie gmina Czarnowąsy wraz z całym powiatem opolskim weszła w skład nowo utworzonego woj. opolskiego.
Według stanu z 1 lipca 1952 gmina składała się z 5 gromad: Borki, Czarnowąsy, Krzanowice, Świerkle i Wróblin. Gmina została zniesiona 29 września 1954 wraz z reformą wprowadzającą gromady w miejsce gmin.
Jednostkę reaktywowano 1 stycznia 1973 w tymże powiecie i województwie; w skład gminy weszły obszary 8 sołectw: Borki, Czarnowąsy, Gosławice, Kępa, Krzanowice, Luboszyce, Świerkle i Wróblin. Gmina liczyła 8812 mieszkańców.
1 czerwca 1975 gmina weszła w skład nowo utworzonego (mniejszego) woj. opolskiego.
1 października 1974 roku z gminy Czarnowąsy wyłączono główną część obszaru (851,4 ha) wsi Gosławice (1879 mieszkańców), którą przyłączono do Opola.
1 stycznia 1975 gmina została zniesiona, a jej obszar przyłączony do gmin Dobrzeń Wielki (Borki, Czarnowąsy, Świerkle, Wróblin i Krzanowice) i Łubniany (Kępa i Luboszyce).
Sołectwa włączone w 1975 do gminy Dobrzeń Wielki włączono w kolejnych latach do Opola: Wróblin już 30 października 1975, a Borki, Czarnowąsy, Świerkle i Krzanowice dopiero 1 stycznia 2017.